# Podbořany
Podbořany (deutsch Podersam) ist eine Stadt im Okres Louny in Tschechien.

## Geographische Lage
Die Stadt liegt im westlichen Böhmen nördlich des Rakonitzer Berglandes in der Saazer Pfanne, 14 Kilometer südwestlich von Žatec (Saaz) am rechten Ufer des Dolánecký potok und wird von dessen Zufluss Kyselý potok durchflossen.
Nachbarorte sind Vysoké Třebušice im Norden, Pšov, Dolánky und Rumplák im Nordosten, Letov und Blšany im Osten, Očihov im Südosten, Valov im Süden, Vroutek im Südwesten, Hlubany und Buškovice im Westen sowie Brody und Krásný Dvůr (Schönhof) im Nordwesten.

## Geschichte

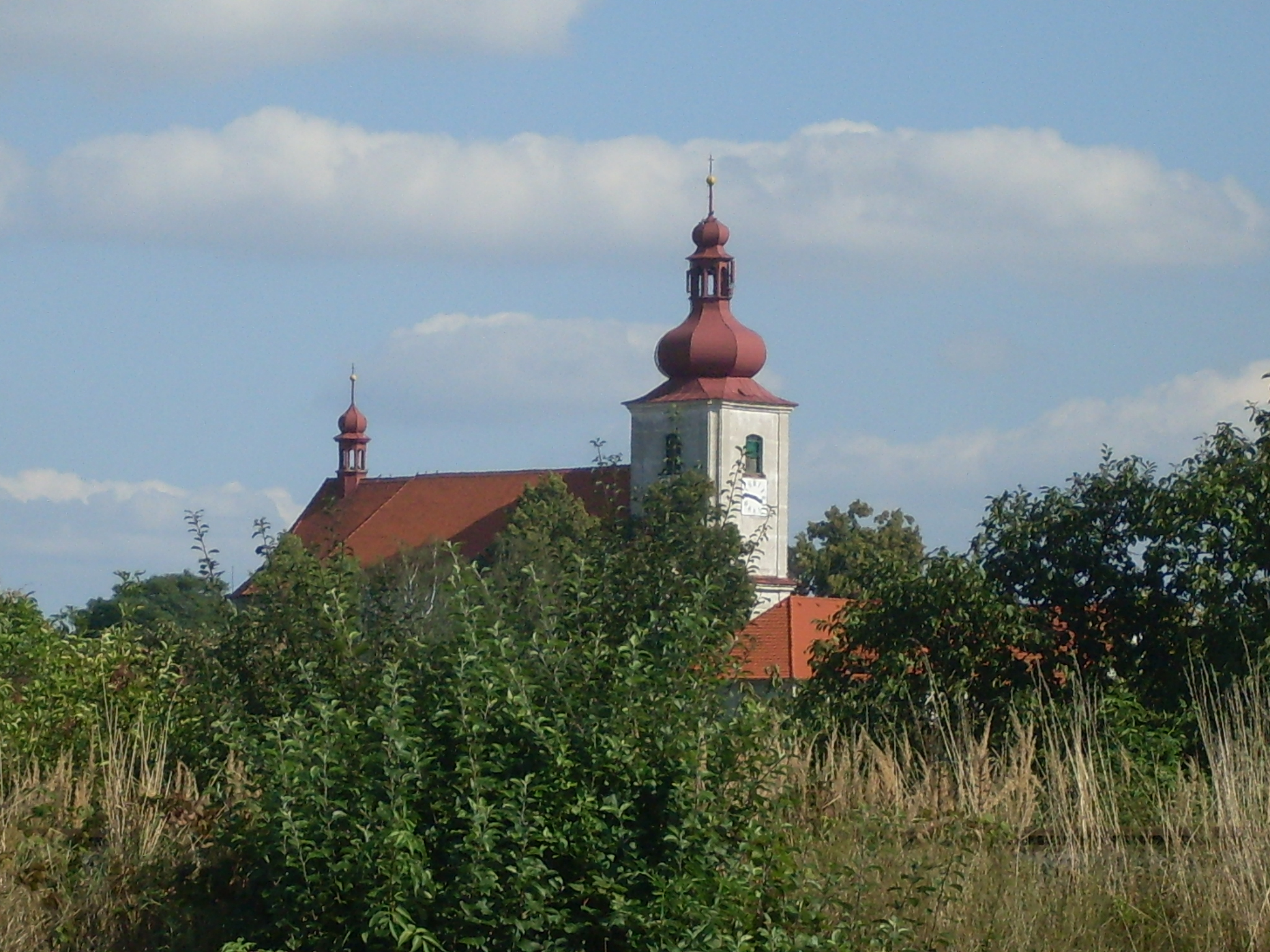
Pfarrkirche St. Peter und Paul

Die erste urkundliche Erwähnung von Podbořany stammt aus dem Jahre 1369. Podersam und Rudig gehörten zum Besitz des Benediktiner-Klosters in Postelberg und gelangte 1426 in den Besitz der Familie von Guttenstein. 1535 gehörte die Stadt dem Oberbefehlshaber der städtischen Truppen im Schmalkaldischen Krieg. Anschließend wurden die Grafen von Schlick Besitzer. Christoph d. J. Schlick verlieh Podbořany am 11. November 1575 die Stadtrechte. 1590 bestand die Stadt aus 77 Häusern. Bis zur Mitte des 17. Jahrhunderts besaß Podbořany sieben Stadttore, das Obere, Untere, Rudiger, Kaadener, Letauer, Prager und Lubauer Tor, die bis 1677 abgetragen wurden. Nachdem die Stadt 1637 von Herzog Julius Heinrich von Sachsen-Lauenburg erworben wurde, gelangte sie 1689 über dessen Enkelin an den Schwiegersohn Markgraf Ludwig Wilhelm von Baden-Baden. 1771 fielen die Besitzungen an die böhmische Hofkammer.
1837 erwarb Josef Ritter Schreitter von Schwarzenfeld das Gut Podersam. Er verkaufte es 1843 an Hugo Karl Fürst und Altgraf zu Salm-Reifferscheid-Krautheim-Raitz. Im Jahre 1900 gelangte es durch Kauf an die Firma Hielle und Dittrich. Infolge der tschechoslowakischen Bodenreform 1919–1923 wurde der Besitz der Firma Hielle & Dittrich beschlagnahmt.
In der zweiten Hälfte des 19. Jahrhunderts erlebte die Stadt einen beachtlichen Aufschwung. Industrie und Handelsbetriebe siedelten sich an. In der Umgebung wurden Kaolin- und Tonwerke betrieben. Zu nennen ist hier die Steingut- und Ofenfabrik L. & C. Hardtmuth. Zwischen 1870 und 1872 erfolgte der Bau der Eisenbahn von Pilsen nach Saaz durch Italiener und Kroaten. Podersam erhielt 1873 einen eigenen Bahnhof. Im Jahr 1900 hatte die Stadt 3.068 Einwohner, davon waren 2.998 deutsch- und 38 tschechischsprachig.
Nach dem Ersten Weltkrieg wurde Podersam 1919 der neu geschaffenen Tschechoslowakei zugeschlagen.
1934 wurde das Stadtbad erbaut.
Aufgrund des Münchner Abkommens kam der Ort 1938 an das Deutsche Reich und gehörte bis 1945 zum Landkreis Podersam, Regierungsbezirk Eger, im Reichsgau Sudetenland. Nach dem Zweiten Weltkrieg kam Podersam wieder zur Tschechoslowakei. Die deutsche Bevölkerung wurde zwischen 1945 und 1946 vertrieben. Dabei kam es am 7. Juni 1945 zu einem Massaker, bei dem 68 Männer aus Podersam und Umgebung getötet und anschließend im nahen Elementenwald verscharrt wurden.
1960 wurde der Okres Podbořany aufgelöst und die Stadt kam zum Okres Louny.

### Festes Haus Hlubany (Lubau bei Podersam)

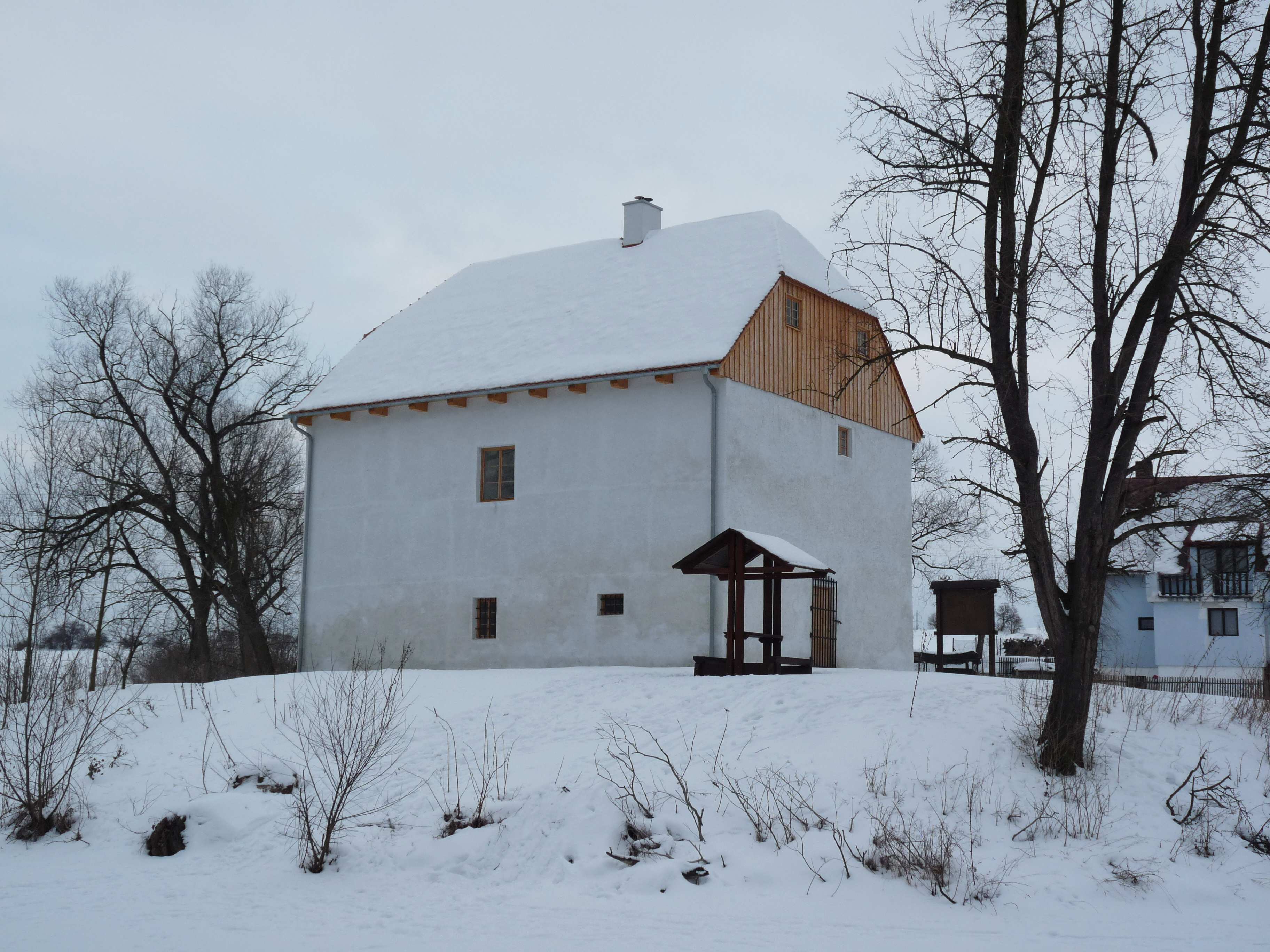
Festes Haus Hlubany (Lubau), 2011

Nordwestlich vor der Stadt Podbořany (Podersam) liegt das Dorf Hlubany (deutsch: Lubau). Ortsteil von Podbořany.
Hier befindet sich die kleine gotische Wasserburg Hlubany. Die Anlage ist ein bemerkenswertes Beispiel eines Festen Hauses in Tschechien. Sie befindet sich inmitten eines Teiches mit künstlich aufgeschütteter Insel (Burghügel in Art einer Turmhügelburg). Das Gebäude steht daher etwa 2–3 m über dem Niveau des Wassers im Teich, der praktisch einen breiten Wassergraben um die Anlage bildet.
Das Gebäude der Burg ist einflügelig und eingeschossig (Erdgeschoss und Obergeschoss). Es hat heute ein Krüppelwalmdach.
Die Anlage wurde als königliche Burg zu Beginn des 14. Jahrhunderts erbaut. 1321 wird sie erstmals urkundlich erwähnt. 1422 eroberten die Hussiten die Burg und brannten sie nieder. Doch im Jahre 1433 ist die Burg wieder instand gesetzt und mit Burgmannen besetzt worden. Im 16. Jahrhundert ist die Burg aufgegeben worden, und ihr oberer Teil mit dem Dach stürzte ein. Ab dem 17. Jahrhundert wurde das Gebäude repariert und als Getreidespeicher genutzt.
Ursprünglich war die Burg / Insel nur über eine Holzbrücke zugänglich, die nicht mehr existiert, später über einen künstlichen Damm. Außerdem schützte einst eine oval verlaufende Ringmauer am Rande der Insel die Burg. Von dieser Mauer ist praktisch nichts oberirdisch erhalten. Ein Teil des „Wassergrabens“ wurde wohl in der Neuzeit verfüllt, so dass man heute von einer Halbinsel sprechen muss, auf der die Burg steht.
Das ruinöse Bauwerk wurde um 2010 restauriert. Die Burg steht unter Denkmalschutz.

### Demographie
| Jahr | Einwohner | Anmerkungen                   |
| ---- | --------- | ----------------------------- |
| 1783 | 0 k. A.   | 119 Häuser                    |
| 1830 | 0821      | in 147 Häusern                |
| 1843 | 0906      | in 157 Häusern                |
| 1869 | 1.649     |                               |
| 1880 | 2.349     |                               |
| 1890 | 2.533     |                               |
| 1900 | 3.068     | deutsche Einwohner            |
| 1910 | 3.405     |                               |
| 1921 | 3.342     | davon 2798 deutsche Einwohner |
| 1930 | 3.730     | davon 690 Tschechen           |
| 1939 | 3.198     | [ 9 ]                         |

| Jahr      | 1970 | 1980 | 1991 | 2001 | 2003 | 2006 | 2009 | 2011 |
| --------- | ---- | ---- | ---- | ---- | ---- | ---- | ---- | ---- |
| Einwohner | 5723 | 5917 | 5913 | 6112 | 6212 | 6229 | 6397 | 6335 |

## Ortsgliederung
Die Stadt Podbořany besteht aus den Ortsteilen Buškovice (Puschwitz), Dolánky (Dollanka), Hlubany (Lubau), Kaštice (Kaschitz), Kněžice (Knieschitz), Letov (Letau), Mory (Mohr), Neprobylice (Neprowitz), Oploty (Oblat), Podbořany (Podersam), Pšov (Schaab), Sýrovice (Sirbitz) und Valov (Wohlau). Das Stadtgebiet gliedert sich in die Katastralbezirke Buškovice, Dolánky u Kaštic, Hlubany, Kaštice, Kněžice u Podbořan, Letov, Neprobylice u Kaštic, Podbořany, Pšov u Podbořan, Sýrovice und Valov. Grundsiedlungseinheiten sind Buškovice, Dolánky, Hlubany, Kaštice, Ke Krásnému Dvoru, Kněžice, Letov, Mariánská, Mory, Na kotvě, Na pískách, Neprobylice, Oploty, Podbořany-jih, Podbořany-sever, Podbořany-střed, Pšov, Rumplák (Rumpelmühle), Sýrovice, U cihelen, U nádraží, Valov und Za Malou Osadou.

## Galerie

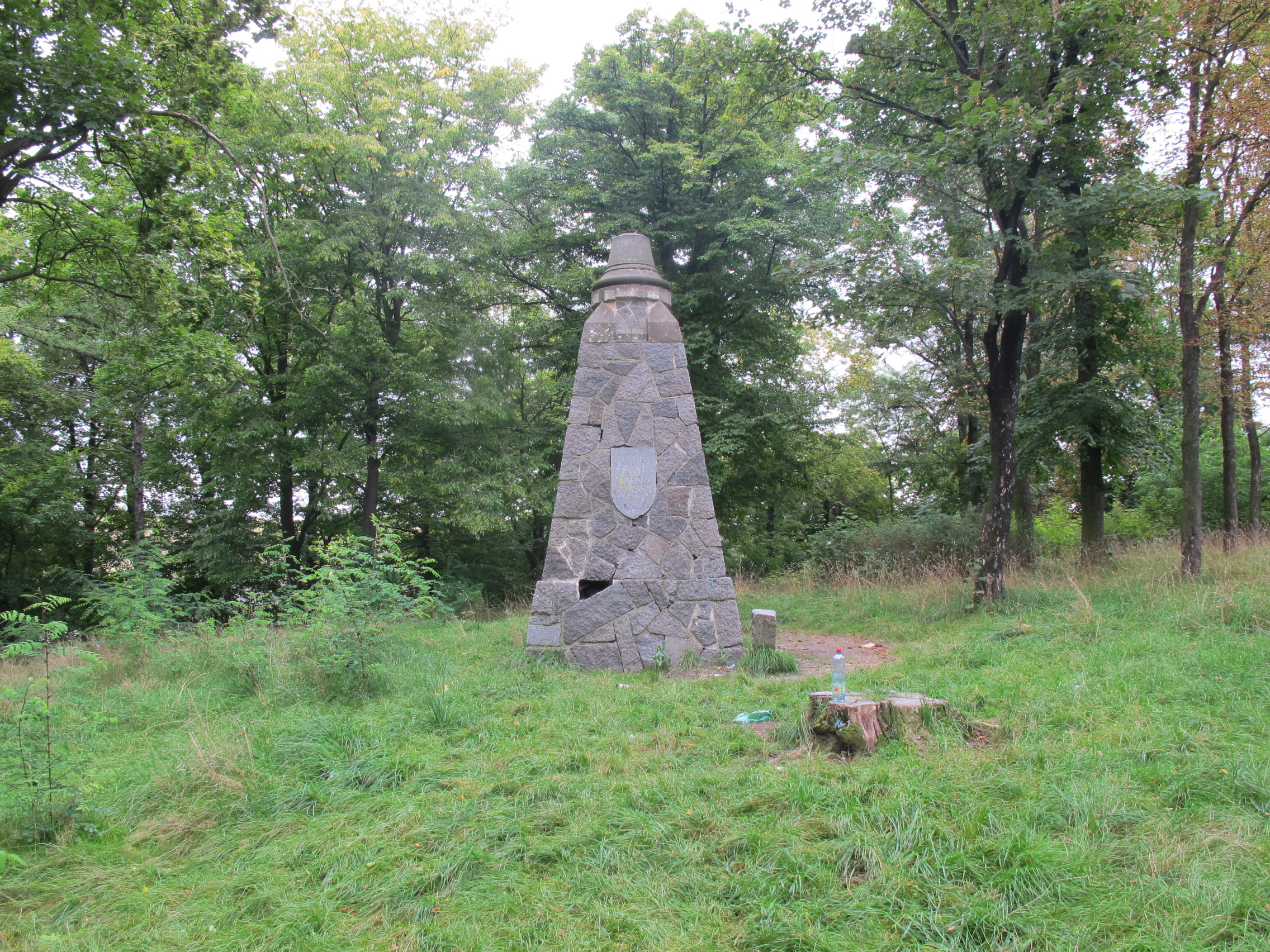
Schiller-Denkmal im Stadtpark
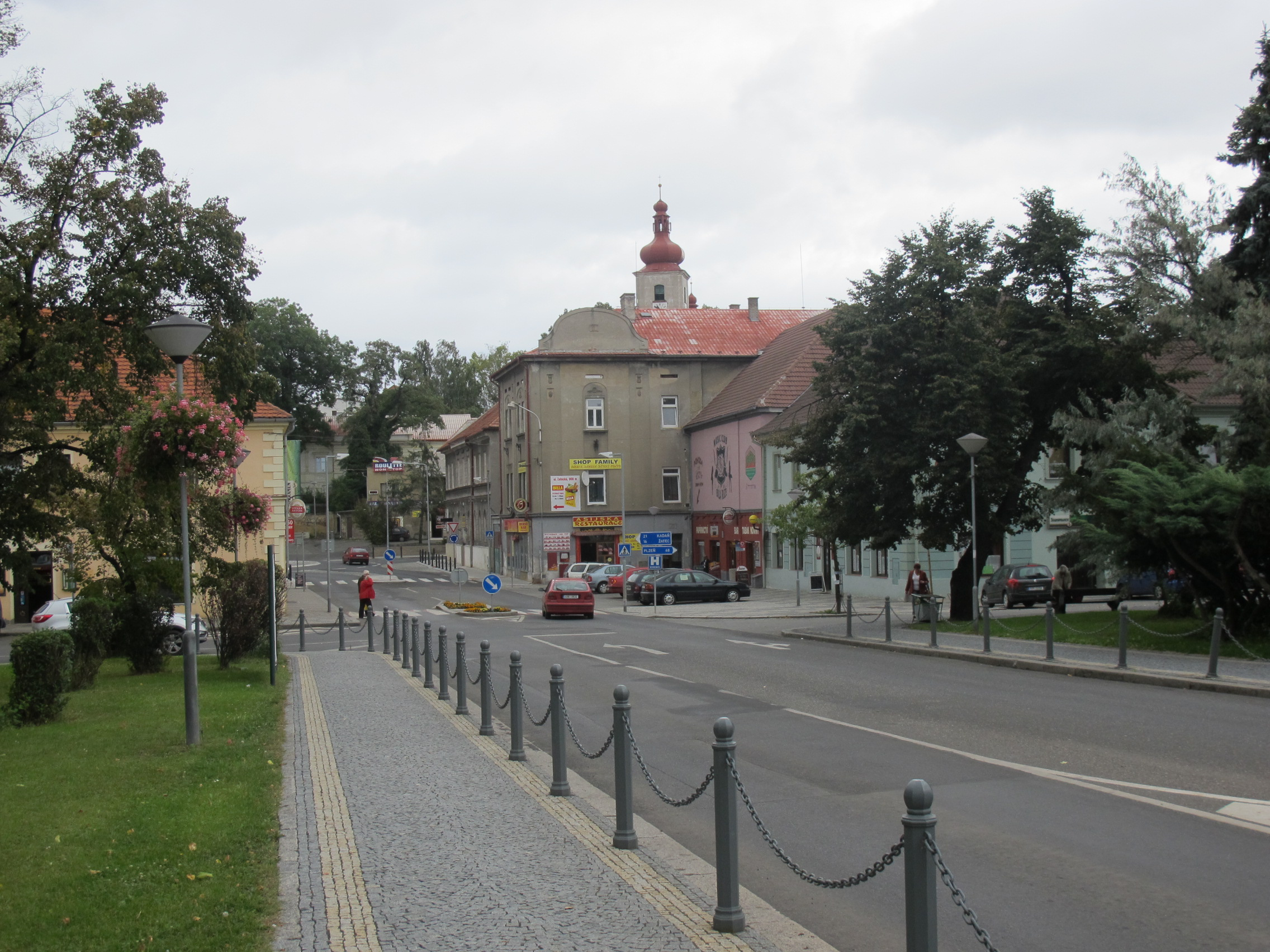
Straßenzug im Ortszentrum
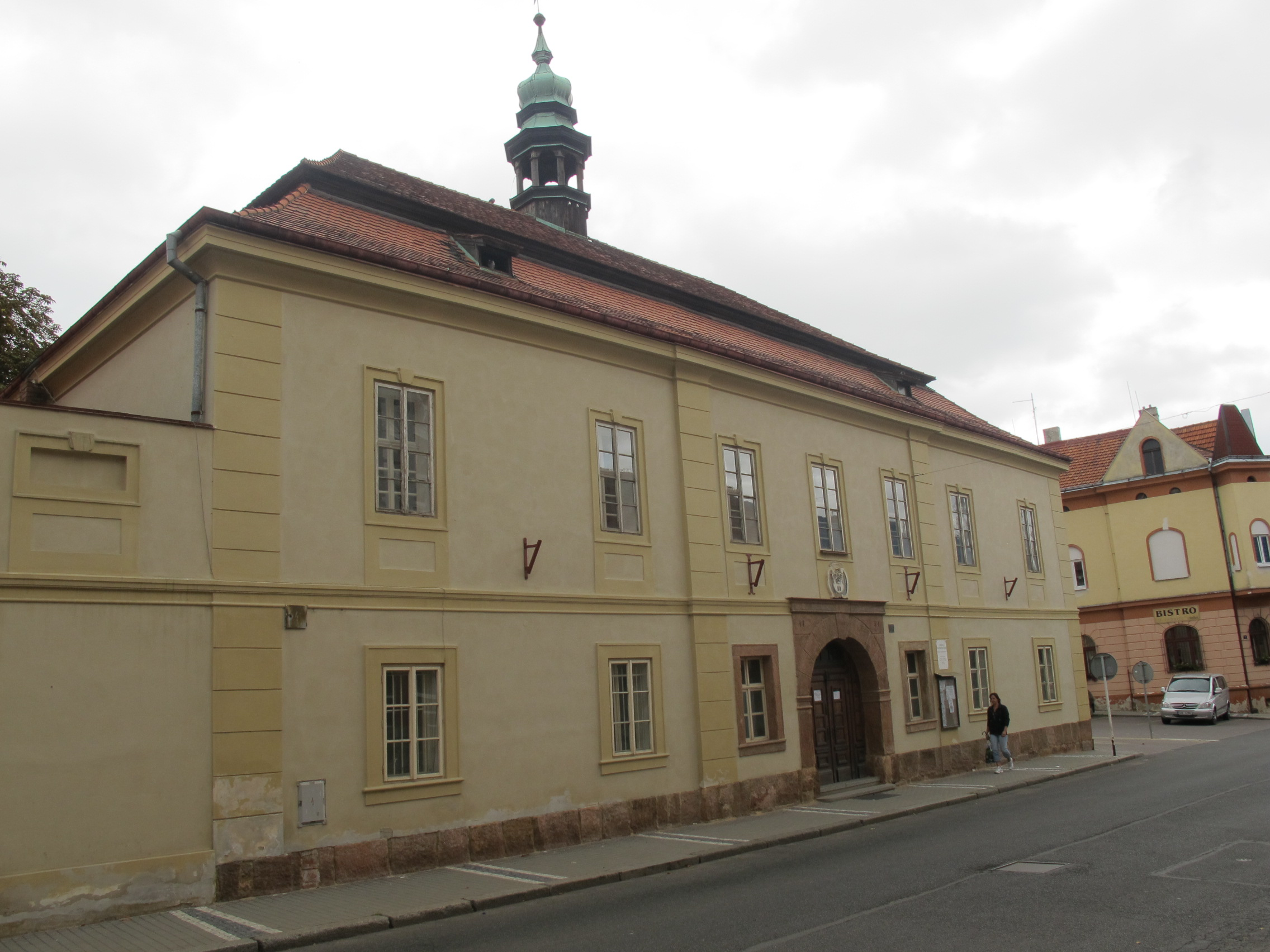
Rathaus
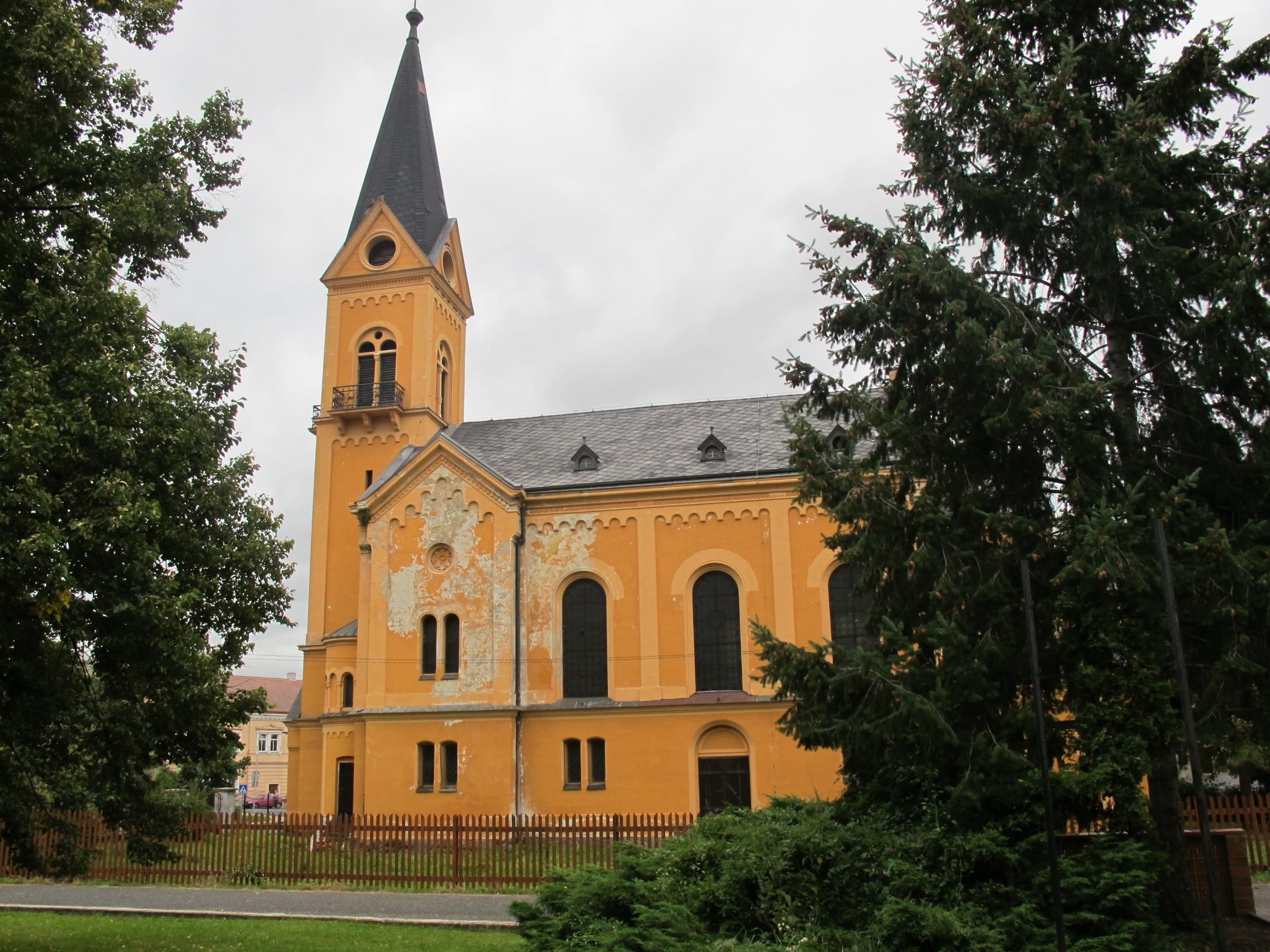
Tschechische Kirche
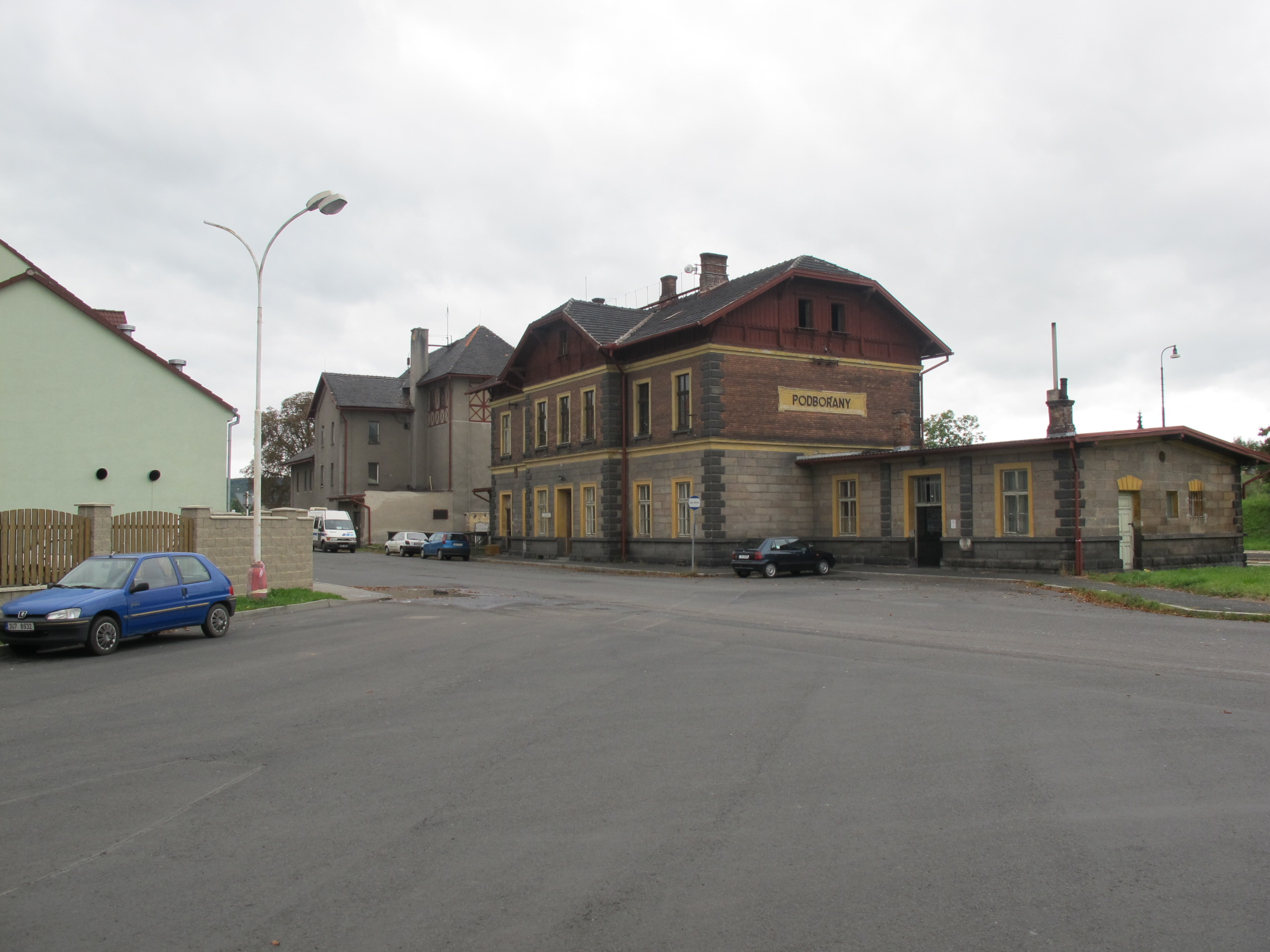
Bahnhofgebäude

## Städtepartnerschaften
- Ehrenfriedersdorf, Deutschland
- Kronach – Seit 1986 ist in Kronach zur Erinnerung an Podersam/Jechnitz eine Heimatstube eingerichtet.

## Sehenswürdigkeiten
- barocke Stadtkirche St. Peter und Paul, erbaut 1781
- Altes Rathaus, der 1751 errichtete Barockbau mit Mansarddach und Turmreiter dient heute als Stadtmuseum und Museum der Wolhynientschechen
- evangelische Erlöserkirche (Kostel Božího Spasitele), Husova 37, errichtet 1901/02. Architekt: Victor Schwerdtner aus Pilsen. Baumeister: Ferdinand Schindler aus Podersam.
- Lenindenkmal
- Wasserfeste Hlubany, erbaut in der 2. Hälfte des 14. Jahrhunderts
- Kirche Maria Geburt in Buškovice, der ursprünglich gotische Bau aus dem 14. Jahrhundert wurde 1717 barock umgestaltet
- steinerner Renaissancebrunnen in Kaštice aus dem Jahre 1608
- Mariensäule in Kaštice, aus dem 18. Jahrhundert
- Pfarrkirche St. Katharina in Kněžice, seit 1384 nachweisbar
- hölzerner Glockenturm auf dem Friedhof von Kněžice
- Kirche Heimsuchung Maria in Letov, erbaut 1742, diente als Grablege der Freiherren von Eben. 1817 erfolgte an der Kirche der Anbau der Grabkapelle der Ritter von Schwarzenfeld
- barocke Kirche Maria Geburt in Mory
- barockes Speicherhaus in Mory
- barocke Kirche Allerheiligen in Pšov, errichtet 1767 und nach dem Kirchenbrand im Jahre 1904 erneuert
- Kapelle St. Johannes und Paul in Oploty, 1722 errichtet

## Persönlichkeiten

### Söhne und Töchter der Stadt
- Paul Felgenhauer (* 1593 in Puschwitz; † 1677), Kontroverstheologe und Chiliast der Barockzeit
- Gallus von Hochberger (* 1803 in Wohlau bei Podersam; † 1901 in Karlsbad), österreichischer Mediziner und Hofrat
- Theodor Hassmann (* 1825 in Podersam; † 1894 in Saaz), Bürgermeister und Landtagsabgeordneter von Saaz
- Josef Turnwald (* 1845 in Podersam; † 1929 in Reichenberg), Politiker und Schriftsteller
- Karl Stanka (* 1883 in Podersam; † 1947 in Radeberg), Maler, Zeichner, Chronist
- Eugen Leo Lederer (* 1884 in Podersam; † 1947 in Zandvoort, Nordholland), deutscher Chemiker
- Josef Ignaz Langenauer (* 1886 in Podersam; † 1944), deutscher Orgelbauer
- Christian Ludwig Martin (* 1890 in Lubau bei Podersam; † 1967 in Wien), österreichischer Radierer, Buchillustrator und Holzschneider
- Johann Czapka (* 1899 in Podersam; † 1945 in Žatec), deutscher Jurist, Rechtsanwalt und Landrat
- Gustav Hacker (* 1900 in Lubau bei Podersam; † 1979 in Wiesbaden), deutschböhmischer Landwirt und Politiker
- Gerhard Schindler (* 1910 in Podersam; † 1979), deutscher Meteorologe und Geophysiker
- Wolfgang Späte (* 1911 in Podersam; † 1997 in Edewecht), Testpilot, Träger des Eisernen Kreuzes mit Eichenlaub
- Lucie Hochmann (* 1991 in Podersam), Radsportlerin